# Festningsporten
Festningsporten är ett bergspass i Antarktis. Det ligger i Östantarktis. Norge gör anspråk på området. Festningsporten ligger 1 866 meter över havet.
Terrängen runt Festningsporten är varierad.  Trakten är obefolkad. Det finns inga samhällen i närheten. 